# إبراهيم فيكتوري
إبراهيم فيكتوري (بالفارسية: ابراهیم ویکتوری) هو مهندس وعالم إيراني، ولد في 1933 في طهران في إيران.